# Latarnia morska Casquets
Latarnia morska Casquets – latarnia morska położona na największej z grupy skalistych wysepek Les Casquets należących do archipelagu Wysp Normandzkich. Na wschód od niej znajduje się latarnia morska Alderney.
W 1722 roku właściciele statków przepływających przez niebezpieczne obszary kanału La Manche na zachód od Alderney, zwrócili się do właściciela wysepek, Thomasa Le Cocq, z propozycją opodatkowania się za każdą tonę ładunku przepływających w zasięgu wyspy statków. Warunkiem było postawienie na wyspie i nadzorowanie pracy latarni morskiej. Za pośrednictwem Trinity House Thomas Le Cocq otrzymał patent na budowę latarni w 1723 roku. Trinity House zdecydowało, że w celu odróżnienia latarni od tych znajdujących się na sąsiadujących wybrzeżach Anglii i Francji, latarnia składać się będzie z trzech wież, opalanych węglem, postawionych na planie trójkąta. Trzy wieże nazwano St Peter, St Thomas oraz Dungeon. Uruchomienie latarni nastąpiło 30 października 1724 roku.
30 marca 1899 roku w sąsiedztwie latarni doszło do dużej katastrofy morskiej. W gęstej mgle pasażerski parowiec SS Stella wpadł na pobliskie skały i w ciągu paru minut zatonął. W wyniku katastrofy śmierć poniosło 112 osób.
Latarnia została zelektryfikowana w 1952 roku, a w pełni zautomatyzowana w 1990 roku. W pierwszej dekadzie XXI wieku podjęto plany zamiany istniejących, zasilanych olejem napędowym, generatorów na zasilane energią słoneczną. Projekt zrealizowano w 2012 roku.